# Rivière Pika
Pour les articles homonymes, voir Pika (homonymie).
La rivière Pika est un cours d'eau douce affluent de la rivière Pikauba, coulant dans la région administrative du Saguenay–Lac-Saint-Jean, dans la province de Québec, au Canada. Ce cours d’eau traverse successivement les municipalités régionales de comté de :
- MRC Lac-Saint-Jean-Est, dans le territoire non organisé de Lac-Achouakan ;
- MRC du Fjord-du-Saguenay, dans le territoire non organisé de Lac-Ministuk.

La partie supérieure de la vallée de la rivière Pika est accessible par la route 169 (route d’Hébertville) ; d’autres routes forestières secondaires ont été aménagées dans le secteur pour les besoins de la foresterie et des activités récréotouristiques,.
La foresterie constitue la première activité économique du secteur ; les activités récréotouristiques, en second.
La surface de la rivière Pika est habituellement gelée de la fin novembre au début avril, toutefois la circulation sécuritaire sur la glace se fait généralement de la mi-décembre à la fin mars.

## Géographie
Drainant des petits lacs dans la partie nord de la réserve faunique des Laurentides, la rivière Pika, petit tributaire de la rive gauche de la rivière Pikauba, coule sur environ 16,37 km à partir du Petit lac Pika et du lac Pika.
Les principaux bassins versants voisins de la rivière Pika sont :
- côté nord : rivière Pikauba, bras des Angers, ruisseau Dominus, ruisseau à la Sauce, Petite rivière Pikauba ;
- côté est : rivière Pikauba, ruisseau Savard, Petite rivière Pikauba, lac Suzor-Côté, lac Bousquet, lac Sekaw, ruisseau Gobeil, rivière Cyriac ;
- côté sud : lac du Panache, rivière aux Canots, rivière aux Canots Est, lac Riffon, ruisseau Girard ;
- côté ouest : rivière aux Écorces, lac Pika, lac Audubon, lac Cadieux, rivière Morin, lac Morin[2].

La rivière Pika prend sa source à l’embouchure du lac Pika (altitude : 557 m). L'embouchure qui est sur la rive nord de ce lac de tête est située à :
- 0,3 km à l’ouest du lac Hocquart (jadis désigné « Petit lac Pika ») ;
- 2,1 km au nord-ouest du lac du Panache (versant de la rivière aux Canots) ;
- 5,3 km au sud-est du lac Morin ;
- 6,4 km au nord-ouest de la confluence de la rivière aux Canots et rivière aux Canots Est ;
- 7,9 km au sud-ouest de la route 169 ;
- 13,5 km au sud de la confluence de la rivière Pika et de la rivière Pikauba ;
- 11,3 km à l’est de la rivière aux Écorces[2].

À partir de l’embouchure du lac Pika, le cours de la rivière Pika coule sur 20,5 kilomètres entièrement en zone forestière, avec une dénivellation de 147 m, selon les segments suivants :
- 2,7 km d’abord vers l’est, en courbant vers le nord-est en traversant le lac Hocquart (longueur : 2,3 km ; altitude : 555 km) jusqu’à la digue à son embouchure ;
- 4,7 km vers le nord, d’abord en formant une boucle vers l’ouest, puis un crochet de 0,8 km vers le nord-est, jusqu’à un ruisseau (venant de l’est) ;
- 1,4 km vers le nord en formant un petit crochet vers l’ouest en fin de segment, jusqu’à la rive sud du lac Custeau ;
- 1,5 km vers le nord en traversant le lac Custeau (altitude : 513 m) sur sa pleine longueur et en courbant vers l’est dans la baie du nord du lac, jusqu’à son embouchure. Note : le lac Custeau reçoit du côté nord la décharge du lac Scott, du lac de la Niche, du lac Clarence-Gagnon et du lac du Merle ;
- 2,0 km vers l’est, courbant vers le nord en contournant une montagne dont le sommet atteint 619 m, jusqu’à la route 169 ;
- 2,2 km vers le nord en recueillant le ruisseau Savard (venant du sud-est) jusqu’à la décharge (venant de l’ouest) du lac Janvry ;
- 6,0 km vers le nord en formant un crochet vers l’est, puis vers le nord, jusqu’à son embouchure[2].

La rivière Pika se déverse dans un coude de rivière sur la rive ouest de la rivière Pikauba. Cette confluence se situe à :
- 4,5 km au nord-est de la route 169 ;
- 6,3 km au sud de la confluence de la rivière Pikauba et de la Petite rivière Pikauba ;
- km au nord-ouest de la jonction de la route 169 et route 175 ;
- 22,2 km au sud-est de la confluence de la rivière Pikauba et du lac Kénogami ;
- 45,9 km au sud-ouest de la confluence de la rivière Chicoutimi et de la rivière Saguenay ;
- 45,4 km au sud-est de la rive du lac Saint-Jean[2].

À partir de la confluence de la rivière Pika avec la rivière Pikauba, le courant descend successivement la rivière Pikauba sur 35,0 km vers le nord-est, puis le courant traverse le lac Kénogami sur 17,6 km vers le nord-est jusqu’au barrage de Portage-des-Roches, puis suit le cours de la rivière Chicoutimi sur 26,2 km vers l’est, puis le nord-est, et le cours de la rivière Saguenay sur 114,6 km vers l’est jusqu’à Tadoussac où il conflue avec l’estuaire du Saint-Laurent.

## Toponymie
Le cours de la rivière Pika traverse la route 169 (reliant la ville de Québec et le Lac Saint-Jean) un peu au sud du Gîte-du-Berger. Dès la fin du XIXe siècle, cette route forestière était déjà fréquentée, soit bien avant la construction de la route actuelle ; elle était alors jalonnée de relais pour les voyageurs qui circulaient à pied sur un tracé appelé « Chemin du Gouvernement ». En 1869, à cet endroit un camp connu sous le nom d'Abri Pika y a été aménagé.
L'appellation « Pika » est d'origine innue et auquel se rattache le mot « Apica ». Cette appellation paraît sur une carte du parc des Laurentides de 1942. « Pik » a le sens de « petit », « menu », « délicat » qui convient bien à la dimension de la rivière.
Le toponyme « rivière Pika » a été officialisé le 5 décembre 1968 à la Banque des noms de lieux de la Commission de toponymie du Québec.